# 아카데미 감독상

아카데미 감독상(Academy Award for Best Director)은 아카데미상의 부문 중 하나로, 그 해 미국에서 공개된 영화에서 가장 뛰어난 영화 감독에게 수여된다.

## 수상자와 후보자
| 연도             | 수상자 작품                                                     | 후보 |
| ---------------- | --------------------------------------------------------------- | --- |
| 1927/28 (드라마) | 프랭크 보제이기 《제7의 천국》                                  | 허버트 브레넌 – 《소렐과 아들》 킹 비더 – 《군중》 |
| 1927/28 (코미디) | 루이스 마일스톤 《미인국 2인 행각》                             | 테드 와일드 – 《Speedy》 |
| 1928/29          | 프랭크 로이드 《정염의 미녀》                                   | 라이어널 배리모어 – 《마담 X》 해리 보몬트 – 《브로드웨이 멜로디》 어빙 커밍스 – 《추억의 아리조나》 프랭크 로이드 - 《Drag》 and Weary River》 에른스트 루비치 – 《The Patriot》                         |
| 1929/30          | 루이스 마일스톤 《서부 전선 이상 없다》                         | 클래런스 브라운 – 《안나 크리스티》 and Romance》 로버트 Z. 레너드 – 《이혼녀》 에른스트 루비치 – 《러브 퍼레이드》 킹 비더 – 《할렐루야》                                                                |
| 1930/31          | 노먼 터로그(Norman Taurog) 《스키피》                           | 클래런스 브라운 – 《자유의 혼》 루이스 마일스톤 – 《특종 기사》 웨슬리 러글스 – 《시마론》 Josef von Sternberg – 《모로코》                                                                               |
| 1931/32          | 프랭크 보제이기 《나쁜 여자》                                   | 킹 비더 – 《챔프》 조지프 폰 스턴버그 – 《상하이 특급》 |
| 1932/33          | 프랭크 로이드 《캐벌케이드》                                    | 프랭크 캐프라 – 《하루 동안의 숙녀》 조지 큐커 – 《작은 아씨들》 (The Academy also announced that Capra came in second, and Cukor last.)                                                                  |
| 1934             | 프랭크 캐프라 《어느 날 밤에 생긴 일》                          | Victor Schertzinger – 《원 나잇 오브 러브》 W. S. 밴 다이크 – 《그림자 없는 남자》 (The Academy also announced that 밴다이크 came in second, and Schertzinger last.)                                      |
| 1935             | 존 포드 《밀고자》                                              | 헨리 해서웨이 – 《어느 벵갈 기병의 삶》 프랭크 로이드 – 《바운티 호의 반란》 (The Academy also announced that write-in candidate 마이클 커티즈, for Captain Blood》, came in second, and Hathaway third.) |
| 1936             | 프랭크 캐프라 《천금을 마다한 사나이》                          | 그레고리 라카바 – 《내 사랑 고드프리》 로버트 Z. 레너드 – 《위대한 지그펠드》 W. S. 밴다이크 – 《샌프란시스코》 윌리엄 와일러 – 《공작 부인》                                                             |
| 1937             | 리오 매케리 《놀라운 진실》                                     | William Dieterle – 《에밀 졸라의 삶》 시드니 프랭클린 – 《대지》 그레고리 라카바 – 《스테이지 도어》 윌리엄 A. 웰먼 – 《스타 탄생》                                                                       |
| 1938             | 프랭크 캐프라 《우리들의 낙원》                                 | 마이클 커티즈 – 《더러운 얼굴의 천사》 마이클 커티즈 – 《네 명의 딸들》 노먼 터로그 – 《소년의 거리》 킹 비더 – 《시타델》                                                                                |
| 1939             | 빅터 플레밍 《바람과 함께 사라지다》                            | 프랭크 캐프라 – 《스미스씨 워싱턴에 가다》 존 포드 – 《역마차》 샘 우드 – 《굿바이 미스터 칩스》 윌리엄 와일러 – 《폭풍의 언덕》                                                                          |
| 1940             | 존 포드 《분노의 포도》                                         | 조지 큐커 – 《필라델피아 스토리》 앨프리드 히치콕 – 《레베카》 샘 우드 – 《키티 포일》 윌리엄 와일러 – 《편지》                                                                                           |
| 1941             | 존 포드 《나의 계곡은 푸르렀다》                                | 알렉산더 홀 – 《천국의 사도 조단》 하워드 호크스 – 《요크 상사》 오슨 웰스 – 《시민 케인》 윌리엄 와일러 – 《작은 여우들》                                                                                |
| 1942             | 윌리엄 와일러 《미니버 부인》                                   | 마이클 커티즈 – 《양키 두들 댄디》 존 패로 – 《웨이크 아일랜드》 머빈 리로이 – 《마음의 행로》 샘 우드 – 《킹스 로우》                                                                                    |
| 1943             | 마이클 커티즈 《카사블랑카》                                    | 클래런스 브라운 – 《인간 희극》 헨리 킹 – 《베르나데트의 노래》 에른스트 루비치 – 《천국은 기다려준다》 조지 스티븐스 – 《한 여자와 두 남자》                                                             |
| 1944             | 리오 매케리 《나의 길을 가련다》                                | 앨프리드 히치콕 – 《구명보트》 헨리 킹 – 《윌슨》 오토 프레민저 – 《로라》 빌리 와일더 – 《이중 배상》 |
| 1945             | 빌리 와일더 《잃어버린 주말》                                   | 클래런스 브라운 – 《녹원의 천사》 앨프리드 히치콕 – 《스펠바운드》 리오 매케리 – 《세인트 메리의 종》 장 르누아르 – 《남부인》                                                                            |
| 1946             | 윌리엄 와일러 《우리 생애 최고의 해》                           | 클래런스 브라운 – 《애정》 프랭크 캐프라 – 《멋진 인생》 데이비드 린 – 《밀회》 로버트 시오드맥 – 《살인자들》                                                                                            |
| 1947             | 엘리아 카잔 《신사협정》                                        | 조지 큐커 – 《이중 생활》 에드워드 드미트릭 – 《십자포화》 헨리 코스터 – 《주교의 부인》 데이비드 린 – 《위대한 유산》                                                                                    |
| 1948             | 존 휴스턴 《시에라 마드레의 보석》                              | 아나톨 리트바크 – 《스네이크 핏》 Jean Negulesco – 《조니 벨린다》 로런스 올리비에 – 《햄릿》 프레드 진네만 – 《수색》                                                                                    |
| 1949             | 조지프 L. 맹키위츠 《세 부인》                                  | 캐럴 리드 – 《몰락한 우상》 Robert Rossen – 《모두가 왕의 부하들》 윌리엄 A. 웰먼 – 《배틀그라운드》 윌리엄 와일러 – 《사랑아 나는 통곡한다》                                                             |
| 1950             | 조지프 L. 맹키위츠 – 《이브의 모든 것》                         | 조지 큐커 – 《귀여운 빌리》 존 휴스턴 – 《아스팔트 정글》 캐럴 리드 – 《제3의 사나이》 빌리 와일더 – 《선셋 대로》                                                                                        |
| 1951             | 조지 스티븐스 《젊은이의 양지》                                 | 존 휴스턴 – 《아프리카의 여왕》 엘리아 카잔 – 《욕망이라는 이름의 전차》 빈센트 미넬리 – 《파리의 아메리카인》 윌리엄 와일러 – 《형사 이야기》                                                            |
| 1952             | 존 포드 《말 없는 사나이》                                      | 세실 B. 데밀 – 《지상 최대의 쇼》 존 휴스턴 – 《물랑 루즈》 조지프 L. 맹키위츠 – 《다섯 손가락》 프레드 진네만 – 《하이 눈》                                                                              |
| 1953             | 프레드 진네만 《지상에서 영원으로》                             | 조지 스티븐스 – 《셰인》 찰스 월터스 – 《릴리》 빌리 와일더 – 《제17 포로수용소》 윌리엄 와일러 – 《로마의 휴일》                                                                                         |
| 1954             | 엘리아 카잔 《워터프론트》                                      | 앨프리드 히치콕 – 《이창》 조지 시턴 – 《회상 속의 연인》 윌리엄 A. 웰먼 – 《비상착륙》 빌리 와일더 – 《사브리나》                                                                                        |
| 1955             | 델버트 맨 《마티》                                              | 엘리아 카잔 – 《에덴의 동쪽》 데이비드 린 – 《여정》 조슈아 로건 – 《피크닉》 존 스터지스 – 《배드 데이 블랙 록》                                                                                         |
| 1956             | 조지 스티븐스 《자이언트》                                      | 마이클 앤더슨 – 《80일간의 세계 일주》 월터 랭 – 《왕과 나》 킹 비더 – 《전쟁과 평화》 윌리엄 와일러 – 《우정어린 설득》                                                                                  |
| 1957             | 데이비드 린 《콰이 강의 다리》                                  | 조슈아 로건 – 《사요나라》 시드니 루멧 – 《12인의 성난 사람들》 마크 롭슨 – 《페이튼 플레이스》 빌리 와일더 – 《검찰 측 증인》                                                                            |
| 1958             | 빈센트 미넬리 《지지》                                          | 리처드 브룩스 – 《뜨거운 양철 지붕 위의 고양이》 스탠리 크레이머 – 《흑과 백》 마크 롭슨 – 《여섯 번째 행복의 여관》 로버트 와이즈 – 《나는 살고 싶다》                                                   |
| 1959             | 윌리엄 와일러 《벤허》                                          | 잭 클레이턴 – 《꼭대기 방》 조지 스티븐스 – 《안네의 일기》 빌리 와일더 – 《뜨거운 것이 좋아》 프레드 진네만 – 《파계》                                                                                   |
| 1960             | 빌리 와일더 《아파트 열쇠를 빌려드립니다》                      | 잭 카디프 – 《Sons and Lovers》 쥘 다생 – 《일요일은 참으세요》 앨프리드 히치콕 – 《싸이코》 프레드 진네만 – 《선다우너스》                                                                               |
| 1961             | 로버트 와이즈, 제롬 로빈스 《웨스트 사이드 스토리》             | 페데리코 펠리니 – 《달콤한 인생》 스탠리 크레이머 – 《뉘른베르크 재판》 로버트 로슨 – 《허슬러》 J. 리 톰프슨 – 《나바론의 요새》                                                                         |
| 1962             | 데이비드 린 《아라비아의 로렌스》                               | 피에트로 제르미 – 《이태리식 이혼》 로버트 멀리건 – 《앵무새 죽이기》 아서 펜 – 《The Miracle Worker》 프랭크 페리 – 《데이비드 앤 리사》                                                                 |
| 1963             | 토니 리처드슨 《톰 존스의 화려한 모험》                         | 페데리코 펠리니 – 《8½》 엘리아 카잔 – 《아메리카 아메리카》 오토 프레민저 – 《더 카디널》 마틴 릿 – 《허드》                                                                                             |
| 1964             | 조지 큐커 《마이 페어 레이디》                                  | 마이클 카코야니스 – 《그리스인 조르바》 피터 글렌빌 – 《베킷》 스탠리 큐브릭 – 《닥터 스트레인지러브》 로버트 스티븐슨 (영화 감독) – 《메리 포핀스》                                                      |
| 1965             | 로버트 와이즈 《사운드 오브 뮤직》                              | 데이비드 린 – 《닥터 지바고》 존 슐레진저 – 《달링》 데시가하라 히로시 – 《모래의 여자》 윌리엄 와일러 – 《수집가》                                                                                       |
| 1966             | 프레드 진네만 《사계절의 사나이》                               | 미켈란젤로 안토니오니 – 《욕망》 리처드 브룩스 – 《4인의 프로페셔날》 클로드 를루슈 – 《남과 여》 마이크 니컬스 – 《누가 버지니아 울프를 두려워하랴》                                                     |
| 1967             | 마이크 니컬스 《졸업》                                          | 리처드 브룩스 – 《인 콜드 블러드》 노먼 주이슨 – 《밤의 열기 속으로》 스탠리 크레이머 – 《초대받지 않은 손님》 아서 펜 – 《우리에게 내일은 없다》                                                         |
| 1968             | 캐럴 리드 《올리버》                                            | 앤서니 하비 – 《겨울의 라이온》 스탠리 큐브릭 – 《2001: 스페이스 오디세이》 질로 폰테코르보 – 《알제리 전투》 프란코 체피렐리 – 《로미오와 줄리엣》                                                       |
| 1969             | 존 슐레진저 《미드나잇 카우보이》                               | 코스타 가브라스 – 《Z》 조지 로이 힐 – 《내일을 향해 쏴라》 아서 펜 – 《앨리스의 레스토랑》 시드니 폴락 – 《그들은 말을 쏘았다》                                                                          |
| 1970             | 프랭클린 J. 섀프너 《패튼 대전차 군단》                         | 로버트 올트먼 – 《매시》 페데리코 펠리니 – 《사티리콘》 아서 힐러 – 《러브스토리》 켄 러셀 – 《사랑하는 여인들》                                                                                          |
| 1971             | 윌리엄 프리드킨 《프렌치 커넥션》                               | 피터 보그다노비치 – 《마지막 영화관》 노먼 주이슨 – 《지붕 위의 바이올린》 스탠리 큐브릭 – 《시계태엽 오렌지》 존 슐레진저 – 《사랑의 여로》                                                              |
| 1972             | 밥 포스 《카바레》                                              | 존 부어먼 – 《서바이벌 게임》 프랜시스 포드 코폴라 – 《대부》 조지프 L. 맹키위츠 – 《발자국》 얀 트로엘 – 《우트반드라나》                                                                                |
| 1973             | 조지 로이 힐 《스팅》                                           | 잉마르 베리만 – 《외침과 속삭임》 베르나르도 베르톨루치 - 《파리에서의 마지막 탱고》 윌리엄 프리드킨 - 《엑소시스트》 조지 루커스 – 《청춘 낙서》                                                         |
| 1974             | 프랜시스 포드 코폴라 《대부 2》                                 | 존 카사베티스 – 《영향 아래 있는 여자》 밥 포시 – 《레니》 로만 폴란스키 – 《차이나타운》 프랑수아 트뤼포 – 《아메리카의 밤》                                                                             |
| 1975             | 밀로시 포르만 《뻐꾸기 둥지 위로 날아간 새》                    | 로버트 올트먼 – 《내슈빌》 페데리코 펠리니 – 《아마코드》 스탠리 큐브릭 – 《배리 린든》 시드니 루멧 – 《뜨거운 오후》                                                                                     |
| 1976             | 존 G. 아빌드센 – 《록키》                                       | 잉마르 베리만 – 《고독한 여심》 시드니 루멧 – 《네트워크》 앨런 J. 퍼쿨라 – 《모두가 대통령의 사람들》 리나 베르트뮐러 – 《7인의 미녀》                                                                   |
| 1977             | 우디 앨런 《애니 홀》                                           | 조지 루커스 – 《스타워즈》 허버트 로스 – 《터닝 포인트》 스티븐 스필버그 – 《미지와의 조우》 프레드 진네만 – 《줄리아》                                                                                   |
| 1978             | 마이클 치미노 – 《디어 헌터》                                   | 우디 앨런 – 《인테리어》 핼 애슈비 – 《귀향》 워런 비티 & 벅 헨리 – 《천국의 사도》 앨런 파커 – 《미드나잇 익스프레스》                                                                                   |
| 1979             | 로버트 벤턴 《크레이머 대 크레이머》                            | 프랜시스 포드 코폴라 – 《지옥의 묵시록》 밥 포시 – 《올 댓 재즈》 에두아르 몰리나로 – 《새장 속의 광대》 피터 예이츠 – 《브레이킹 어웨이》                                                                |
| 1980             | 로버트 레드퍼드 《보통 사람들》                                 | 데이비드 린치 – 《엘리펀트 맨》 로만 폴란스키 – 《테스》 리처드 러시 – 《스턴트맨》 마틴 스코세이지 – 《성난 황소》                                                                                       |
| 1981             | 워런 비티 《레즈》                                              | 휴 허드슨 – 《불의 전차》 루이 말 – 《아틀란틱 시티》 Mark Rydell – 《황금 연못》 스티븐 스필버그 – 《레이더스》                                                                                          |
| 1982             | 리처드 애튼버러 – 《간디》                                      | 시드니 루멧 – 《심판》 볼프강 페테르젠 – 《특전 유보트》 시드니 폴락 – 《투씨》 스티븐 스필버그 – 《E.T.》                                                                                                |
| 1983             | 제임스 L. 브룩스 – 《애정의 조건》                              | 브루스 베리스퍼드 – 《텐더 머시스》 잉마르 베리만 – 《화니와 알렉산더》 마이크 니컬스 – 《실크우드》 피터 예이츠 – 《멋진 드레서》                                                                        |
| 1984             | 밀로시 포르만 – 《아마데우스》                                  | 우디 앨런 – 《브로드웨이 대니 로즈》 로버트 벤턴 – 《마음의 고향》 롤랑 조페 – 《킬링필드》 데이비드 린 – 《인도로 가는 길》                                                                              |
| 1985             | 시드니 폴락 《아웃 오브 아프리카》                              | 엑토르 베벤코 – 《거미여인의 키스》 존 휴스턴 – 《프리찌스 오너》 구로사와 아키라 – 《란》 피터 위어 – 《위트니스》                                                                                       |
| 1986             | 올리버 스톤 – 《플래툰》                                        | 우디 앨런 – 《한나와 그 자매들》 제임스 아이보리 – 《전망 좋은 방》 롤랑 조페 – 《미션》 데이비드 린치 – 《블루 벨벳》                                                                                    |
| 1987             | 베르나르도 베르톨루치 《마지막 황제》                           | 존 부어먼 – 《희망과 영광》 라세 할스트룀 – 《개 같은 내 인생》 노먼 주이슨 – 《문스트럭》 에이드리언 라인 – 《위험한 정사》                                                                              |
| 1988             | 배리 레빈슨 《레인 맨》                                         | 찰스 크라이튼 – 《완다라는 이름의 물고기》 마이크 니컬스 – 《워킹 걸》 앨런 파커 – 《미시시피 버닝》 마틴 스코세이지 – 《그리스도 최후의 유혹》                                                           |
| 1989             | 올리버 스톤 《7월 4일생》                                       | 우디 앨런 – 《범죄와 비행》 케네스 브래너 – 《헨리 5세》 짐 셰리던 – 《나의 왼발》 피터 위어 – 《죽은 시인의 사회》                                                                                       |
| 1990             | 케빈 코스트너 – 《늑대와 함께 춤을》                            | 프랜시스 포드 코폴라 – 《대부 3》 스티븐 프리어스 – 《그리프터스》 바르베 슈회더 – 《행운의 반전》 마틴 스코세이지 – 《좋은 친구들》                                                                      |
| 1991             | 조너선 데미 《양들의 침묵》                                     | 배리 레빈슨 – 《벅시》 리들리 스콧 – 《델마와 루이스》 존 싱글턴 – 《보이즈 앤 후드》 올리버 스톤 – 《JFK》                                                                                               |
| 1992             | 클린트 이스트우드 – 《용서받지 못한 자》                        | 로버트 올트먼 – 《플레이어》 마틴 브레스트 – 《여인의 향기》 제임스 아이보리 – 《하워즈 엔드》 닐 조던 – 《크라잉 게임》                                                                                  |
| 1993             | 스티븐 스필버그 – 《쉰들러 리스트》                             | 로버트 올트먼 – 《숏 컷》 제인 캠피언 – 《피아노》 제임스 아이보리 – 《남아있는 나날》 짐 셰리던 – 《아버지의 이름으로》                                                                                  |
| 1994             | 로버트 저메키스 《포레스트 검프》                               | 우디 앨런 – 《브로드웨이를 쏴라》 크시슈토프 키에실로프스키 – 《세가지 색 제3편 - 레드/박애》 로버트 레드퍼드 – 《퀴즈 쇼》 쿠엔틴 타란티노 – 《펄프 픽션》                                               |
| 1995             | 멜 깁슨 《브레이브하트》                                        | 마이크 피기스 – 《라스베가스를 떠나며》 크리스 누넌 – 《꼬마돼지 베이브》 마이클 래드퍼드 – 《일 포스티노》 팀 로빈스 – 《데드 맨 워킹》                                                                  |
| 1996             | 앤서니 밍겔라 – 《잉글리쉬 페이션트》                           | 조엘 코언 – 《파고》 밀로시 포르만 – 《래리 플린트》 스콧 힉스 – 《샤인》 마이크 리 – 《비밀과 거짓말》                                                                                                   |
| 1997             | 제임스 캐머런 – 《타이타닉》                                    | 피터 카타네오 – 《풀 몬티》 애텀 이고이언 – 《달콤한 후세》 커티스 핸슨 – 《LA 컨피덴셜》 거스 밴 샌트 – 《굿 윌 헌팅》                                                                                   |
| 1998             | 스티븐 스필버그 – 《라이언 일병 구하기》                        | 로베르토 베니니 – 《인생은 아름다워》 존 매든 – 《셰익스피어 인 러브》 테런스 맬릭 – 《씬 레드 라인》 피터 위어 – 《트루먼 쇼》                                                                           |
| 1999             | 샘 멘디스 – 《아메리칸 뷰티》                                   | 라세 할스트룀 – 《사이더 하우스》 스파이크 존즈 – 《존 말코비치 되기》 마이클 맨 – 《인사이더》 M. 나이트 샤말란 – 《식스 센스》                                                                          |
| 2000             | 스티븐 소더버그 《트래픽》                                      | 스티븐 돌드리 – 《빌리 엘리어트》 리안 – 《와호장룡》 리들리 스콧 – 《글래디에이터》 스티븐 소더버그 – 《에린 브로코비치》                                                                                |
| 2001             | 론 하워드 – 《뷰티풀 마인드》                                   | 로버트 올트먼 – 《고스포드 파크》 피터 잭슨 – 《반지의 제왕: 반지 원정대》 데이비드 린치 – 《멀홀랜드 드라이브》 리들리 스콧 – 《블랙 호크 다운》                                                         |
| 2002             | 로만 폴란스키 《피아니스트》                                    | 페드로 알모도바르 – 《그녀에게》 스티븐 돌드리 – 《디 아워스》 롭 마셜 – 《시카고》 마틴 스코세이지 – 《갱스 오브 뉴욕》                                                                                  |
| 2003             | 피터 잭슨 《반지의 제왕: 왕의 귀환》                            | 소피아 코폴라 – 《사랑도 통역이 되나요?》 클린트 이스트우드 – 《미스틱 리버》 페르난두 메이렐리스 – 《시티 오브 갓》 피터 위어 – 《마스터 앤드 커맨더: 위대한 정복자》                                    |
| 2004             | 클린트 이스트우드 – 《밀리언 달러 베이비》                      | 테일러 핵퍼드 – 《레이》 마이크 리 – 《베라 드레이크》 알렉산더 페인 – 《사이드웨이》 마틴 스코세이지 – 《에비에이터》                                                                                    |
| 2005             | 리안 – 《브로크백 마운틴》                                      | 조지 클루니 – 《굿 나잇 앤 굿 럭》 폴 해기스 – 《크래쉬》 베넷 밀러 – 《카포티》 스티븐 스필버그 – 《뮌헨》                                                                                               |
| 2006             | 마틴 스코세이지 – 《디파티드》                                  | 클린트 이스트우드 – 《이오지마에서 온 편지》 스티븐 프리어스 – 《더 퀸》 알레한드로 곤살레스 이냐리투 – 《바벨》 폴 그린그래스 – 《플라이트 93》                                                          |
| 2007             | 조엘과 이선 코언 – 《노인을 위한 나라는 없다》                  | 폴 토머스 앤더슨 – 《데어 윌 비 블러드》 토니 길로이 – 《마이클 클레이튼》 제이슨 라이트먼 – 《주노》 줄리언 슈나벨 – 《잠수종과 나비》                                                                   |
| 2008             | 대니 보일 – 《슬럼독 밀리어네어》                               | 스티븐 돌드리 – 《더 리더: 책 읽어주는 남자》 데이비드 핀처 – 《벤자민 버튼의 시간은 거꾸로 간다》 론 하워드 – 《프로스트/닉슨》 거스 밴 샌트 – 《밀크》                                                  |
| 2009             | 캐스린 비글로 – 《허트 로커》                                   | 제임스 캐머런 – 《아바타》 리 대니얼스 – 《프레셔스》 제이슨 라이트먼 – 《인 디 에어》 쿠엔틴 타란티노 – 《바스터즈: 거친 녀석들》                                                                        |
| 2010             | 톰 후퍼 – 《킹스 스피치》                                       | 대런 애러노프스키 – 《블랙 스완》 코언 형제 – 《더 브레이브》 데이비드 핀처 – 《소셜 네트워크》 데이비드 O. 러셀 – 《더 파이터》                                                                          |
| 2011             | 미셸 하자나비시우스 – 《아티스트》                              | 우디 앨런 – 《미드나잇 인 파리》 테런스 맬릭 – 《트리 오브 라이프》 알렉산더 페인 – 《디센던트》 마틴 스코세이지 – 《휴고》                                                                               |
| 2012             | 리안 《라이프 오브 파이》                                       | 미하엘 하네케 – 《아무르》 데이비드 O. 러셀 – 《실버 라이닝 플레이북》 스티븐 스필버그 – 《링컨》 벤 자이틀린 – 《비스트》                                                                                |
| 2013             | 알폰소 쿠아론 – 《그래비티》                                    | 스티브 매퀸 – 《노예 12년》 알렉산더 페인 – 《네브래스카》 데이비드 O. 러셀 – 《아메리칸 허슬》 마틴 스코세이지 – 《더 울프 오브 월 스트리트》                                                            |
| 2014             | 알레한드로 곤살레스 이냐리투 – 《버드맨》                       | 웨스 앤더슨 – 《그랜드 부다페스트 호텔》 리처드 링클레이터 – 《보이후드》 베넷 밀러 – 《폭스캐처》 모르텐 튈둠 – 《이미테이션 게임》                                                                      |
| 2015             | 알레한드로 곤살레스 이냐리투 – 《레버넌트: 죽음에서 돌아온 자》 | 레니 에이브러햄슨 – 《룸》 토머스 매카시 – 《스포트라이트》 애덤 매케이 – 《빅쇼트》 조지 밀러 – 《매드 맥스: 분노의 도로》                                                                               |
| 2016             | 데이미언 셔젤 – 《라라랜드》                                    | 멜 깁슨 – 《핵소 고지》 배리 젱킨스 – 《문라이트》 케네스 로너건 – 《맨체스터 바이 더 씨》 드니 빌뇌브 – 《컨택트》                                                                                       |
| 2017             | 기예르모 델 토로 – 《셰이프 오브 워터: 사랑의 모양》            | 폴 토머스 앤더슨 – 《팬텀 스레드》 그레타 거윅 – 《레이디 버드》 크리스토퍼 놀런 – 《덩케르크》 조던 필 – 《겟 아웃》                                                                                     |
| 2018             | 알폰소 쿠아론 – 《로마》                                        | 요르고스 란티모스 – 《더 페이버릿: 여왕의 여자》 스파이크 리 – 《블랙클랜스맨》 애덤 매케이 – 《바이스》 파베우 파블리코프스키 – 《콜드 워》                                                              |
| 2019             | 봉준호 – 《기생충》                                             | 샘 멘데스 – 《1917》 토드 필립스 – 《조커》 마틴 스코세이지 – 《아이리시맨》 쿠엔틴 타란티노 – 《원스 어폰 어 타임 인 할리우드》                                                                          |
| 2020/21          | 클로이 자오 – 《노매드랜드》                                    | 정이삭 – 《미나리》 에머럴드 피넬 – 《프라미싱 영 우먼》 데이비드 핀처 – 《맹크》 토마스 빈터베르 – 《어나더 라운드》                                                                                     |
| 2021             | 제인 캠피언 – 《파워 오브 도그》                                | 폴 토머스 앤더슨 – 《리코리쉬 피자》 케네스 브래나 – 《벨파스트》 하마구치 류스케 – 《드라이브 마이 카》 스티븐 스필버그 – 《웨스트 사이드 스토리》                                                       |
| 2022             | 다니엘스 – 《에브리씽 에브리웨어 올 앳 원스》                   | 토드 필드 – 《타르》 마틴 맥도나 – 《이니셰린의 밴시》 루벤 외스틀룬드 – 《슬픔의 삼각형》 스티븐 스필버그 – 《파벨만스》                                                                                 |
| 2023             | 크리스토퍼 놀란 – 《오펜하이머》                                | 조너선 글레이저 – 《존 오브 인터레스트》 요르고스 란티모스 – 《가여운 것들》 마틴 스코세이지 – 《플라워 킬링 문》 쥐스틴 트리에 – 《추락의 해부》                                                         |
| 2024             | 숀 베이커 – 《아노라》                                          | 브레이디 코베이 – 《브루탈리스트》 제임스 맨골드 – 《컴플리트 언노운》 자크 오디아르 – 《에밀리아 페레즈》 코랄리 파르자 – 《서브스턴스》                                                                 |

## 같이 보기
- 영국 아카데미 감독상